# Сойни, Эльза
Эльза София Сойни (в замужестве — Хаган) (фин. Elsa Soini; 7 апреля 1893, Гельсингфорс, Великое княжество Финляндское, Российская империя — 12 июля 1952, Хельсинки, Финляндия) — финская писательница и сценаристка.

## Биография
Родилась в семье писателя Вилхо Сойни, сестра Юрьё Вилхо Сойни, журналиста, писателя, сценариста, драматурга.
Обучалась с 1911 года, в 1916 году получила степень бакалавра философии и степень магистра в 1919 году. В 1913—1916 годах была помощником библиотекаря студенческого союза, заместителем библиотекаря — в 1919 году. Учительствовала в нескольких школах Хельсинки.
В 1940-х годах — член правления Финского клуба литераторов и правления союза финских драматургов. в 1942—1952 годах сотрудничала с редакцией Uuden Suomen.

## Творчество
Автор романов, пьес и сценариев.

## Избранные произведения
Проза
- Oli kerran nuori tyttö (роман, 1923)
- Jumalten ja ihmisten suosikit (роман, 1926)
- Sisko ja kultainen pikari (роман, 1928)
- Verkkopallopeli (Учебник, 1929)
- Halpa ja hauska viikonloppu (роман, 1930)
- Uni (роман, 1930)
- Katarina menettää pelin (роман, 1931)
- Rouva Johtaja (роман, 1932)
- Nuoren tuomarin morsian (роман, 1933)
- Isänsä tytär (роман, 1935)
- Nuori Aleksis (роман, 1947)
- Sirkka ja serkku (роман, 1952)

Пьесы
- Marjatta viisastuu (комедия, 1924)
- Kaksi herraa ja rakkaus (комедия, 1928)
- Rakkauden tanssijatar (драма, 1931)
- Liukurata (драма, 1932)
- Kivi, jonka rakentajat hylkäsivät (драма, 1934)
- Poikani pääkonsuli (комедия, 1935)
- Pikku seikkailu (комедия, 1943)
- Alkää Burko (комедия, 1948)

Киносценарии
- Poikani pääkonsuli, 1940
- Runon kuningas ja muuttolintu, 1941
- «Minä elän», 1946
- Kanavan laidalla, 1949
- Se alkoi sateessa, 1953

Под псевдонимом Тутту Паристо:
- Poretta eli keisarin uudet pisteet, 1941
- Suomisen perhe, 1941
- Suomisen Ollin tempaus, 1942
- Suomisen taiteilijat, 1943
- Suomisen Olli rakastuu, 1944
- Suomisen Olli yllättää, 1945